# Мліївська сільська територіальна громада
Млі́ївська сільська територіальна громада — територіальна громада в Україні, в Черкаському районі Черкаської області. Адміністративний центр — село Мліїв.
Площа громади — 194,8 км², населення — 5601 мешканець (2018).
Утворена 6 березня 2017 року шляхом об'єднання Будо-Орловецької, Мліївської та Старосільської сільських рад Черкаського району.

## Склад
До складу громади входять:
| Населений пункт       | Населення, осіб (1989) | Населення, осіб (2001) |
| --------------------- | ---------------------- | ---------------------- |
| Будо-Орловецька, село | 661                    | 524                    |
| Мліїв, село           | 5184                   | 4330                   |
| Старосілля, село      | 2826                   | 2587                   |